# ورپتی
ورپتی (به انگلیسی: Varappetty) یک روستا در هند است که در Ernakulam district واقع شده‌است.

## خصوصیات
ورپتی ۱۶٬۸۸۶ نفر جمعیت دارد.